# Masarac
Masarac település Spanyolországban, Girona tartományban. Masarac Sant Climent Sescebes, Mollet de Peralada, Peralada, Cabanes, Pont de Molins, Biure és Capmany községekkel határos. Lakosainak száma 297 fő (2024).

## Népesség
A település népessége az elmúlt években az alábbi módon változott:
| Lakosok száma | 153  | 437  | 371  | 293  | 262  | 258  | 265  | 284  | 288  | 297  |
|               | 1717 | 1887 | 1936 | 1960 | 1986 | 2004 | 2009 | 2014 | 2019 | 2024 |